# Arctosa transvaalana
Arctosa transvaalana là một loài nhện trong họ Lycosidae.
Loài này thuộc chi Arctosa. Arctosa transvaalana được Carl Friedrich Roewer miêu tả năm 1960.